# Булбочь
Булбочь (рум. Bulboci) — село в Сорокском районе Молдавии. Является административным центром коммуны Булбочь, включающей также село Новые Булбочи.

## География
Село расположено на высоте 118 метров над уровнем моря.

## Население
По данным переписи населения 2004 года, в селе Булбочь проживает 1959 человек (946 мужчин, 1013 женщин).
Этнический состав села:
| Национальность | Число жителей | Процентный состав |
| -------------- | ------------- | ----------------- |
| молдаване      | 1945          | 99,29             |
| украинцы       | 5             | 0,26              |
| румыны         | 3             | 0,15              |
| русские        | 1             | 0,05              |
| гагаузы        | 1             | 0,05              |
| прочие         | 4             | 0,2               |
| Всего          | 1959          | 100 %             |